# Catedral Angelopolitana
A Catedral Angelopolitana, em homenagem ao Santo Anjo da Guarda, está situada no município de Santo Ângelo, no Rio Grande do Sul. É a principal atração turística da cidade. É o principal templo da Diocese de Santo Ângelo.
O início de suas obras data de 1929 e seu estilo lembra o templo da redução de São Miguel Arcanjo. É uma igreja de estilo revivalista, seguindo muitos dos preceitos estabelecidos pelo barroco colonial hispânico – ornamentação robusta, monumentalidade etc. Está localizada no mesmo lugar da igreja da redução de Santo Ângelo Custódio. Há no alto do pórtico imagens esculpidas em pedra grês, representando os santos padroeiros dos Sete Povos das Missões: São Borja, São Nicolau, São Luiz Gonzaga, São João Batista, São Lourenço Mártir, São Miguel Arcanjo e Santo Ângelo Custódio (Santo Anjo da Guarda).
No seu interior, abriga uma imagem em madeira de Cristo morto, de origem missioneira, em tamanho natural, datada de 1740 e esculpida em cedro.
Importante considerar, ainda, que a Catedral é o próprio símbolo da unidade dos povos missioneiros instalados no século XVI e XVII na banda oriental do Rio Uruguai, sendo uma réplica semi-fiel à igreja construída no século XVI no povoado de São Miguel Arcanjo (atualmente Município de São Miguel das Missões).
Atualmente, a Catedral Angelopolitana tem espaço para acomodar aproximadamente 800 pessoas. 

## Histórico do Local - Os três templos católicos (1706 - 1888 - 1920)

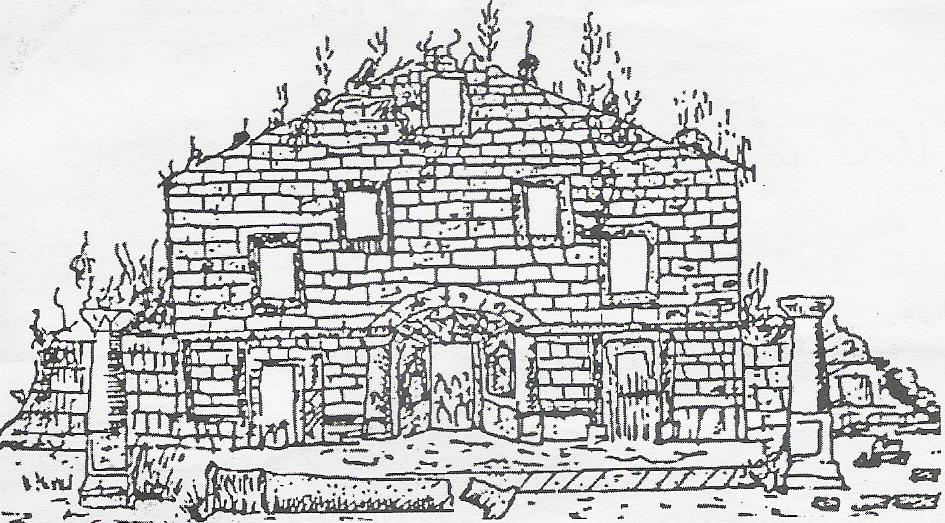
Gravura mostrando a parede frontal da Igreja da Redução de Santo Ângelo Custódio em 1860

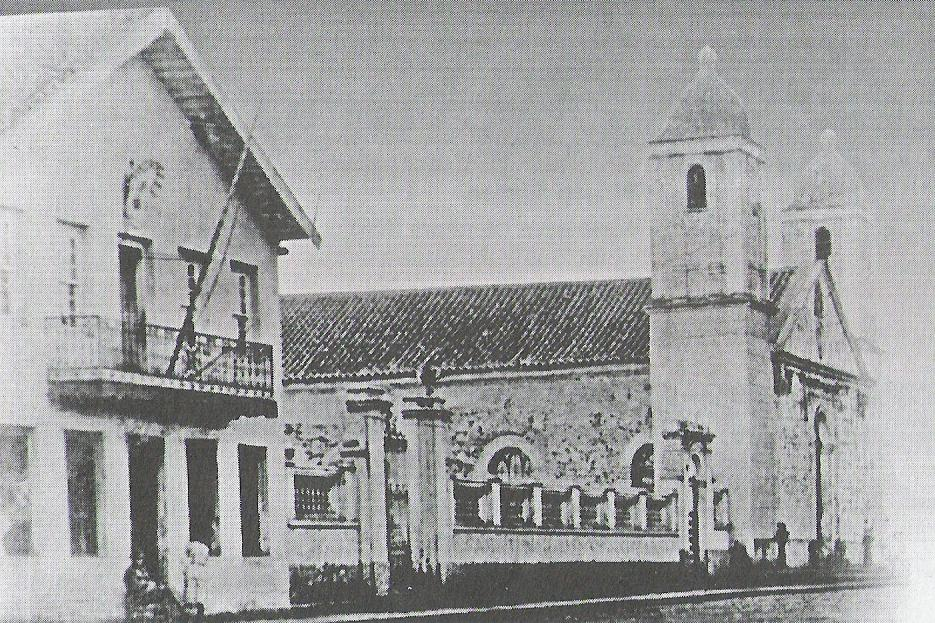
A segunda igreja construída no mesmo local onde hoje se encontra a Catedral. À esquerda, a antiga intendência

No espaço atualmente ocupado pela Catedral Angelopolitana, já existiram duas outras igrejas.
A primeira igreja foi construída após 1706, ano de fundação da  na Redução de San Ángel Custódio. Em uma gravura datada de 1860, percebe-se seu avançado grau de destruição e abandono.
Os remanescentes arquitetônicos do antigo templo da redução foram reutilizados na construção de uma nova igreja, a segunda no mesmo local.  Esta começou a ser erigida a partir do dia 21 de novembro de 1888. Nessa data foi colocada a sua pedra fundamental, contando com a presença de diversas autoridades.
A ideia de substituir a segunda igreja pela atual Catedral surgiu em 1920. O objetivo era edificar um templo que tomasse por base o estilo da antiga igreja da Redução de São Miguel Arcanjo. Em setembro de 1929 foi instalada a pedra fundamental da obra. Por volta de 1955, chegavam ao fim as obras da fachada da igreja, sob orientação do escultor e arquiteto austríaco Valentin Von Adamovich. Mas somente em 1971 é que as torres ficaram prontas.

## Praça Pinheiro Machado
A Praça Pinheiro Machado se localiza em frente à Catedral Angelopolitana. Pelo fato de ficar em frente à Catedral, a praça se tornou em um local de eventos, como apresentações teatrais, shows musicais e apresentações de orquestras.

## Escavações arqueológicas
Em 2006, foram feitas escavações arqueológicas em torno da Catedral e na Praça Pinheiro Machado. As escavações demonstraram a existência de inúmeros materiais utilizados no tempo da redução jesuítica. Além disso, foi descoberto parte do piso da redução.

## Pintura polêmica

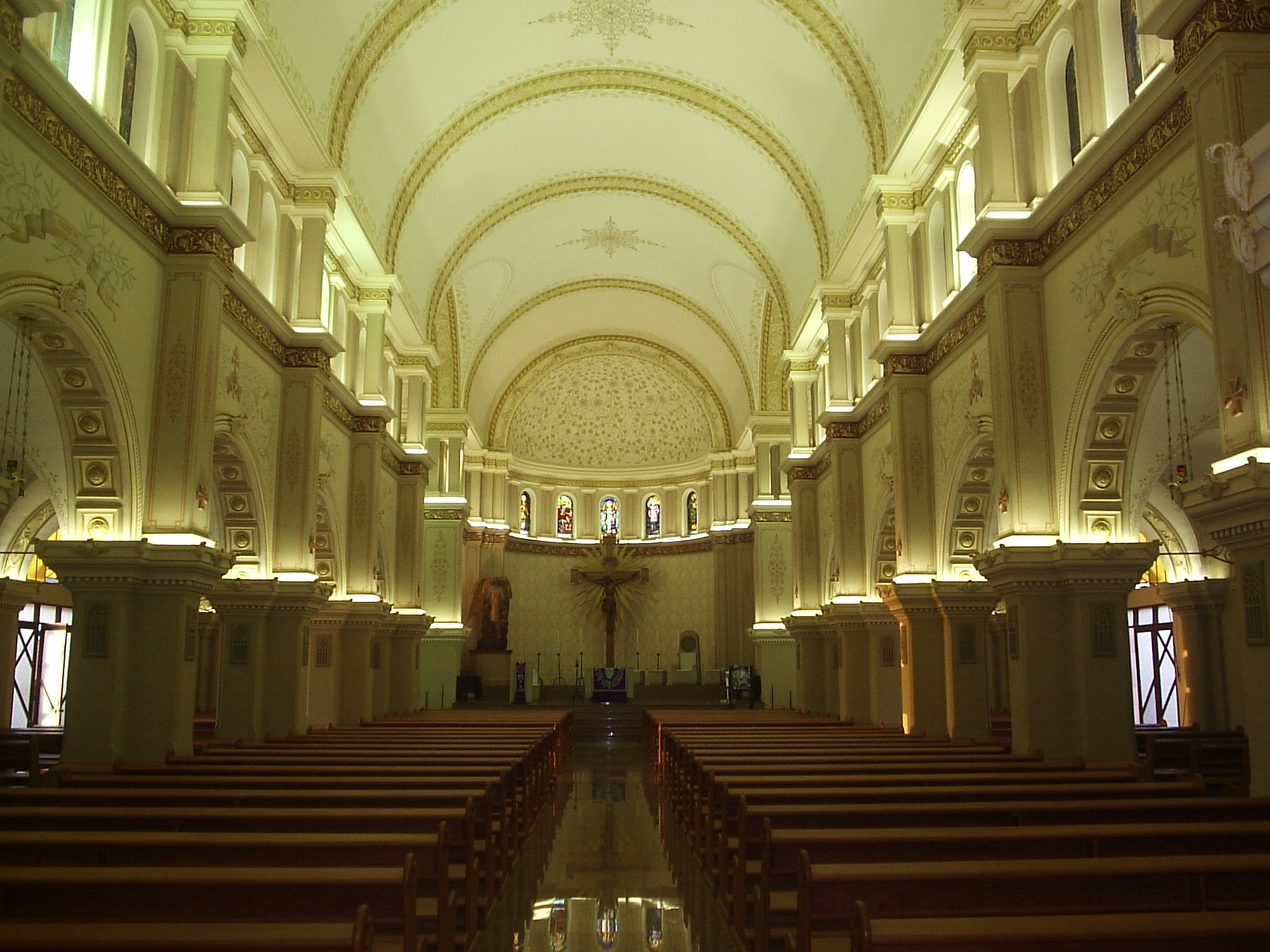
Interior da Catedral Angelopolitana, após reforma geral.

No início da década de 1990 o artista plástico Tadeu Martins iniciou a pintura de um painel com índios guaranis seminus e padres jesuítas, representando a catequização ao tempo dos Sete Povos das Missões. A imagem causou muita polêmica entre os fiéis, sendo que durante missas e casamentos, uma cortina cobria o painel Saga Missioneira.
Em 2 de outubro de 2008, após um ano e sete meses de portas fechadas para reforma, a Catedral foi reaberta ao público, e os frequentadores depararam com o fundo do altar sem as imagens dos índios sendo catequizados. Os responsáveis pela restauração da Catedral entraram em consenso com o artista, que entendeu o objetivo do novo trabalho artístico implementado.

## Critpa
A cripta da catedral abriga os restos mortais de dois bispos da diocese: Aloísio Lorscheider e Estanislau Amadeu Kreutz.